# 대간
대간(臺諫)은 관리를 감찰하고 임금에게 간언하던 벼슬아치를 이르는 말이다.

## 개요
고려 시대에는 어사대의 대관과 중서문하성의 간관, 조선 시대에는 후술할 양사의 대관과 간관을 함께 이르는 말이다. 대관(臺官)은 관리를 감찰하는 벼슬아치이며, 간관(諫官)은 임금에게 간언하는 벼슬아치이다. 이들은 좁게는 사헌부와 사간원(양사(兩司))의 관직이며, 넓게는 이 두 관소와 홍문관까지(삼사(三司))를 아우르는 관직이다. 홍문관은 집현전의 후신으로서 경연의 자리에서 국왕의 교수 역할을 하였다.
대간을 언관이라고 부르기도 하는데, 조선 시대에 언론을 주도한 관직이기 때문이다. 또한 조선 시대에는 유교 문치주의를 표방한 사회였으므로 이러한 대간을 매우 중요시하여 이들 대간 직책은 청빈함을 요구하여서,  청요직(淸要職)이라 불렀다. 사헌부, 사간원, 홍문관의 3사의 언관은 벼슬의 품계는 높지 않았으나 학문과 덕망이 높은 문과 출신자만이 임명될 수 있었다. 이들은 특별한 일이 없는 한 판서나 정승 등 고위 관직에 오를 수 있었다.
3사의 언론은 고관들은 물론 왕이라도 함부로 막을 수 없었고, 이를 위한 여러 규정이 관행으로 받아들여졌다. 이와 같은 3사의 기능 강화는 왕권견제와 권력독점, 부정을 방지하기 위한 것으로 조선 시대 정치의 특징적인 모습이다. 《삼봉집》에서는 대간의 중요성에 대해 “간관의 지위는 비록 낮지만 직무는 재상과 대등하다.”라고 하였다.

## 대간의 권한
- 간쟁(諫爭) : 왕의 잘못을 논하는 일
- 봉박(封駁) : 잘못된 왕명일 경우 시행하지 않고 되돌려 보내는 일
- 서경(署經) : 관리의 임용이나 법령의 개폐 등에 동의하는 일

## 같이 보기
- 삼사(사간원·사헌부·홍문관)